# Radioaktivt nedfall
Radioaktivt nedfall är fenomenet att radioaktivt damm som bildas vid en kärnvapenexplosion kan föras långt från explosionen och sedan göra stor skada där det faller till marken som radioaktivt regn. I ett kärnvapenkrig skulle troligen nedfallet utgöra ett större hot mot befolkningen än själva explosionerna.
Radioaktivt regn är regn som för med sig radioaktiva ämnen från atmosfären till jorden, vilket kan ge strålsjuka och vara en fara för miljön. Jordytan har fortfarande en svagt radioaktiv beläggning efter det radioaktiva regn som förde med sig nedfall efter provsprängningar av kärnvapen i atmosfären på 1950- och 1960-talen, vilken ständigt avger stråldoser som fortfarande påverkar människan och miljön. Radioaktivt regn kan likaså förekomma efter en svår olycka i ett kärnkraftverk, som den i Tjernobyl 1986.

## Källförteckning
1. ↑  ”radioaktivt regn; surt regn — Environmental Terminology Discovery Service — EEA”. web.archive.org. 6 mars 2016. Arkiverad från originalet den 6 mars 2016. https://web.archive.org/web/20160306213606/http://glossary.sv.eea.europa.eu/terminology/concept_html?term=radioaktivt%20regn;%20surt%20regn. Läst 1 april 2024.
2. ↑  ”Environmental Consequences of the Chernobyl Accident and Their Remediation: Twenty Years of Experience”. The International Atomic Energy Agency. Augusti 2005. Arkiverad från originalet den 3 februari 2019. https://web.archive.org/web/20190203205859/http://www-ns.iaea.org/downloads/rw/meetings/environ-consequences-report-wm-08.05.pdf. Läst 19 april 2019.